# Owata
Ne doit pas être confondu avec Ottawa.
Owata est une émission de télévision jeunesse québécoise en treize épisodes de 14 minutes en noir et blanc diffusée du 30 juin au 22 septembre 1956 à la Télévision de Radio-Canada.

## Synopsis
Contes et histoires puisés dans le folklore amérindien.

## Fiche technique
- Scénarisation : Denise Giguère
- Réalisation : Guy Gaucher
- Société de production : Société Radio-Canada

## Distribution
- Jacques Gauthier : narrateur
- Florence Brown
- Brian MacDonald
- Shirley Singer
- Kim Yaroshevskaya